# Goldbach (Bayerische Schwarzach)
Der Goldbach ist ein 1,7 km langer rechter Zufluss der Bayerischen Schwarzach in der Oberpfalz in Bayern.

## Name
Am Reichenstein-Massiv wurde im 16. Jahrhundert Gold gefunden.
Daran erinnert der Name „Goldbach“ ebenso wie der Name der Quelle „Goldbrunnen“ neben der Bayerischen Schwarzach.
An ihr fließt der Goldbach in nur etwa 90 m Abstand vorbei.

## Verlauf
Der Goldbach entspringt in 778 m Höhe am steilen Südosthang des 898 m hohen Weingartenfelses nördlich von Waldhäuser.
Er fließt zunächst 200 m nach Südosten und schwenkt dann nach Süden.
Nun fließt er nach Süden parallel zur Bayerischen Schwarzach, die hier auf der deutsch-tschechischen Grenze im Goldbrunnen entspringt.
Von der Bayerischen Schwarzach trennt ihn nur eine etwa 50 bis 100 m schmale Felsrippe.
Nach ungefähr 500 m wendet sich der Goldbach mehr nach Südwesten und unterquert die durch Waldhäuser verlaufende Straße.
Auf der Westseite der in Nord-Süd-Richtung langgestreckten Siedlung Waldhäuser befindet sich ein tiefer Taleinschnitt.
In diesem Tal fließt ein unbenannter, etwa 1 km langer Bach, der in 818 m Höhe am Eibenziegenberg entspringt.
Dieser Bach unterquert die Straße am nordwestlichen Ortsrand von Waldhäuser und wird am südwestlichen Ortsrand von Waldhäuser vom Goldbach aufgenommen.
Der Goldbach wendet sich nun nach Südosten, unterquert die Straße, die Waldhäuser mit Schwarzach verbindet und mündet 420 m südöstlich von Waldhäuser in die Bayerische Schwarzach, die in Nord-Süd-Richtung die deutsch-tschechische Grenze entlang fließt.

## Zuflüsse
Der Goldbach nimmt etwa 500 m vor seiner Mündung einen ungefähr 1 km langen namenlosen Bach von rechts auf, der vom Eibenziegenberg herabkommt.